# Bianka Maria Visconti
Bianka Maria Visconti (ur. 31 marca 1425 w Settimo Pavese, zm. 28 października 1468 w Melegnano) – nieślubna córka (później prawnie uznana) księcia Mediolanu Filipa Marii Viscontiego i jego kochanki Agnese del Maino, żona Franciszka I Sforzy, pierwszego księcia Mediolanu z dynastii Sforzów.

## Życiorys

### Dzieciństwo i młodość

Herb rodziny Viscontich

Mimo iż książę Filip Maria Visconti nie miał syna, który byłby prawowitym dziedzicem, narodziny córki z nieprawego łoża nie były dla niego całkowitym rozczarowaniem. Nie mając dzieci z małżeństwa z Beatrice di Lascaris, złożył prośbę do cesarza Zygmunta Luksemburskiego, którego był wasalem, aby jego następcą mogło być dziecko nieślubne. Kuzyni wydawali mu się mało godni zaufania, więc narodziny córki otworzyły nową możliwość w polityce sukcesji. Poprzez umiejętne dobranie dla niej małżonka mógł mieć wpływ na to, kto będzie jego następcą.
Dziecku dano na imię Bianka, nawiązując do babki księcia Bianki Sabaudzkiej i Maria, bo tak na skutek ślubowania mieli mieć na imię wszyscy potomkowie księcia Gian Galeazzo Viscontiego i jego żony Katarzyny. Mamką Bianki Marii została Caterina Meravigli (albo Mirabiglia), należąca do zaufanych dworzan.
W tym samym roku, kiedy urodziła się Bianka Maria, miało miejsce pierwsze spotkanie Filipa Marii Viscontiego i Franciszkiem Sforzą, który miał wówczas dwadzieścia pięć lat. Książę Mediolanu wezwał go na swój dwór z myślą zaangażowania go jako swego kondotiera. Franciszka wyprzedzała bowiem sława zdobyta w bitwie pod L’Aquila, w której pokonał innego kondotiera Braccio di Montone. Książę zawarł ze Sforzą kontrakt na pięć lat, w którym ten podjął się walczyć po stronie Mediolanu przeciwko Florencji w celu zdobycia Forlì. Miał do dyspozycji 1500 konnych i 300 pieszych.
Gdy Bianka Maria miała sześć miesięcy, matka przeniosła się z nią na polecenie księcia do specjalnie do tego przeznaczonego skrzydła zamku w Abbiate. Mimo iż sytuacja polityczna i wojskowa była trudna dla Mediolanu, Visconti wiele czasu spędził w Abbiate, zafascynowany osobowością córki. Ta bowiem od wczesnego dzieciństwa wykazywała zdolności i chęć zdobywania wiedzy, nie była natomiast przywiązana do luksusu.

### Intrygi wokół małżeństwa
W 1430, gdy zbliżał się do końca okres kontraktu zawartego z Franciszkiem Sforzą, książę Filip Maria pozwolił mu udać się do Lukki na wyprawę przeciwko Florentyńczykom. Ci ostatni próbowali przeciągnąć kondotiera na swoją stronę. Aby ten pozostał po stronie Viscontich, książę obiecał mu rękę swojej córki Bianki Marii, która miała wtedy pięć lat.
Sforza przyjął propozycję małżeństwa, prawdopodobnie przekonany zadatkiem posagu w postaci Cremony Castellazzo i Bosco Frugarolo. Kontrakt zaręczynowy został ratyfikowany 23 lutego 1432 w zamku Porta Giovia, rezydencji mediolańskiej Viscontich. Świadkiem był Andrea Visconti, generał zakonu Humiliatów (Ordo Humiliatorum). Nie wiadomo, czy sama Bianka Maria i jej matka były obecne.
W następnych latach relacje między Sforzą a Viscontim układały się różnie. Ten ostatni przynajmniej dwa razy próbował zerwać zaręczyny i skłaniał się ku innym kandydatom. W 1434, wobec przejścia Sforzy do obozu papieża Eugeniusza IV, Visconti kontaktował się w tym celu z Karolem Gonzagą, synem władcy Mantui. Innym kandydatem lansowanym przez Filipa Marię Viscontiego był Leonello d’Este. W rzeczywistości był to bluff mający na celu skłonienie Sforzy do odstąpienia od sojuszu z papieżem i Wenecją.

### Edukacja
Bianka Maria pozostawała raczej obojętna na próby aranżowania jej małżeństwa. Jej dzieciństwo i młodość upływały w zamku w Abbiate w towarzystwie matki, w klimacie zgłębiania wiedzy. Otrzymała bowiem na życzenie ojca dobrą formację intelektualną o charakterze humanistycznym. Ułatwiała to biblioteka książęca, która zawierała wiele klasycznych dzieł łacińskich, ale także utworów francuskich i prowansalskich. Oprócz tego znajdowały się tam dzieła naukowe i dydaktyczne oraz teksty pisane w krystalizującym się języku włoskim. Córka odziedziczyła po ojcu nie tylko zamiłowanie do lektury, ale również do koni. Prawdopodobnie dobrze jeździła konno i polowała.

### Małżeństwo

#### Ślub

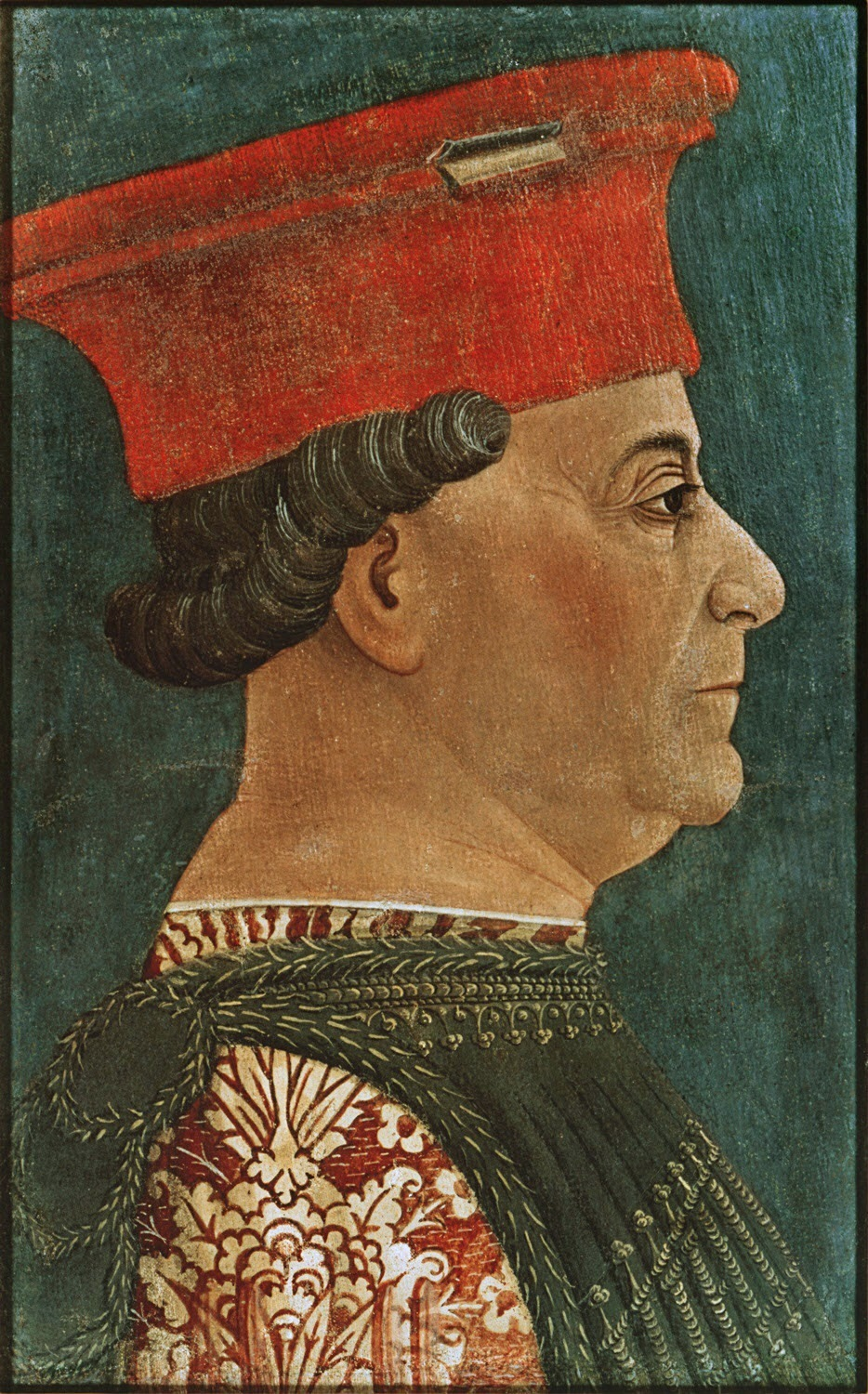
Franciszek I Sforza

Bianka Maria miała niewiele okazji, aby wyjeżdżać z Abbiate. Pierwsza taka sytuacja miała miejsce we wrześniu 1440, kiedy to zgodnie z wolą ojca przybyła do Ferrary, gdzie Filip Maria przy udziale Niccolò d’Este zorganizował spotkanie, podczas którego chciał skłonić Franciszka Sforzę, pełniącego wówczas funkcję głównodowodzącego wojsk weneckich, do przejścia na stronę Mediolanu. Próba się jednak nie udała i Sforza pozostał po stronie Wenecji. Wkrótce jednak dokonał się przełom w zmaganiach wojennych między Wenecją a Mediolanem, kiedy to Niccolò Piccinino, kondotier w służbie Viscontiego wziął przewagę nad wojskami weneckimi. Za zwycięstwo zażądał jednak oddania mu we władanie Piacenzy. Wobec arogancji najemnika Filip Maria ogłosił zawieszenie broni i wysłał do Sforzy propozycję pokoju i zawarcia małżeństwa z Bianką Marią.
Ślub odbył się w opactwie San Sigismondo w Cremonie, 25 października 1441. Miejsce wybrał Sforza jako bezpieczniejsze dla niego od katedry, ponieważ ciągle nie dowierzał teściowi, znając jego zmienny charakter. Świętowanie trwało kilka dni, a złożyły się nań: wystawne przyjęcie, turnieje, pokazy i inne atrakcje.

#### Pierwsze lata małżeństwa
7 listopada, w kilka dni po ślubie Bianki i Franciszka, po raz kolejny doszły do głosu dziwactwa księcia, który wydał dekret ograniczający prawa jego wasali, ze Sforzą włącznie. Obawiając się objawów wrogości teścia, 23 stycznia 1442 Franciszek Sforza schronił się na terytorium weneckim w miejscowości Sanguinetto. Bianka Maria podążyła wraz z nim. Zaczął się dla niej nowy okres w życiu. Po czasie spokoju spędzanym w zamku Abbiate nadszedł czas trudów w nowej dla niej roli - żony kondotiera.
W maju tego roku małżonkowie zostali zaproszeni do Wenecji. Pomimo stanu wojny między Viscontim a Wenecją, przyjęcie ze strony doży Francesco Foscariego było bardzo wylewne. Drugiego dnia wizyty nadeszła jednak wiadomość, że Piccinino zaczął gromadzić wojsko, aby najechać posiadłości Sforzy w okolicy Ankony. Ten chciał natychmiast wyjechać, ale na prośbę żony oraz na skutek obietnicy pomocy ze strony doży zatrzymał się jeszcze dwa dni w Wenecji.
Opuściwszy Wenecję małżonkowie udali się do Jesi odwiedzając po drodze Rimini, gdzie byli gośćmi podstępnego Sigismondo Malatesty. Pobyt w Jesi był dla Bianki Marii bardzo trudny. Pozostała w zamku, podczas gdy mąż prowadził walki. W 1442 Franciszek mianował ją regentką swoich posiadłości Marca. W dokumencie nominacyjnym Sforza wyraża się o żonie w samych superlatywach odnośnie do jej wykształcenia, charakteru i zdolności. Wskazuje to na fakt, że już po krótkim okresie małżeństwa zaczął cenić jej umiejętności. Okazało się wkrótce, że Bianka Maria z powodzeniem podejmowała decyzje administracyjne i polityczne.
Między małżonkami z pewnością istniało uczucie szacunku, a prawdopodobnie nawet miłości. Różniła ich natomiast koncepcja wierności małżeńskiej. Dla Bianki miała ona wartość absolutną, dla Franciszka zaś bardziej relatywną. W istocie było w jego życiu wiele związków pozamałżeńskich. W 1443, przy okazji wykrycia pierwszego z tych związków, Bianka Maria postąpiła w sposób odcinający się od jej zwyczajnego zachowania. Kazała mianowicie oddalić swą rywalkę, która wkrótce została porwana w tajemniczych okolicznościach i zabita. Następnie uniemożliwiła Franciszkowi kontakt z jego synem Polidoro, urodzonym z tego związku.

#### Między ojcem a mężem
Pierwsze lata małżeństwa Bianki Marii upłynęły pod znakiem silnego kontrastu między Filipem Marią Viscontim a Franciszkiem Sforzą. Pierwszy był zajęty ekspansjonistyczną polityką i ciągłymi zmianami sojuszy. Ponadto powierzył swoje wojska kondotierowi Niccolò Piccinino, odwiecznemu wrogowi Sforzy. Ten drugi zaś zaplątał się w konflikt z papieżem, który doprowadził nawet w 1442 do ekskomuniki. Była to sytuacja bardzo trudna dla Bianki Marii, która starając się być osobą lojalną, przeżywała wewnętrzne rozdarcie między wiernością mężowi a szacunkiem dla ojca.
W 1446 książę, który wtedy był już bardzo chory i słaby, spróbował pójść na zbliżenie ze Sforzą. Pomimo nalegań żony Franciszek pozostał nieufny wobec teścia i skierował swoje wysiłki raczej na obronę swoich posiadłości zagrożonych przez wojska papieskie, niż na współpracę z Viscontim. W 1447 kondotier poczuł się na tyle pewnie, że przyjął funkcję namiestnika książęcego, ale Visconti jeszcze raz zmienił zdanie co do współpracy z nim. Stało się to na skutek podejrzeń i zazdrości w stosunku do Sforzy. W tym samym czasie papież Mikołaj V zażądał od Franciszka zwrotu Jesi. Dla małżonków nastały trudne czasy, tym bardziej, że wtedy zmarła Costanza, żona Aleksandra Sforzy, która była towarzyszką dla Bianki Marii.
Franciszek Sforza ustąpił papieżowi Jesi za 35 000 florenów i udał się wraz z żoną do Mediolanu. Podróż trwała długo, gdyż po drodze Sforza próbował zawierać i utrwalać sojusze. Ponadto okazało się, że 13 sierpnia 1447 zmarł Filip Maria Visconti. Bianca Maria przyjęła z oburzeniem i smutkiem wiadomości o rabunkach, które miały miejsce w posiadłościach Viscontich w Mediolanie.
Bianka i Franciszek wraz z 4 000 konnych i 2 000 piechoty byli w drodze do Cremony, gdy utworzona po śmierci księcia Republika Ambrozjańska, zagrożona przez wojska weneckie, przyznała Sforzy tytuł głównodowodzącego (wł. Capitano Generale). Obrażona Bianka była zdania, że należy odrzucić propozycję, ale dalekowzroczny Franciszek przyjął tytuł, dając początek trzyletnim walkom o zachowanie tego, co pozostało z księstwa i o odzyskanie miast, które się od niego odłączyły.
W maju 1448, gdy Sforza utrwalał swą władzę w odzyskanej Pavii, która przyznała mu tytuł hrabiego w zamian za podtrzymanie niektórych przywilejów dla obywateli, miało miejsce wydarzenie odnotowywane nawet z pewną przesadą w kronikach. Otóż, Wenecjanie wykorzystali nieobecność Sforzy, atakując Cremonę i próbując opanować Pavię. Bianka Maria przywdziała wówczas zbroję paradną i, uzbrojona w lancę, podążyła na czele ludu i wojska w stronę zagrożonego mostu, uczestnicząc czynnie w bitwie trwającej aż do wieczora. Ten wyjątkowy epizod w jej życiu został później wykorzystany, aby przedstawiać ją jako kobietę waleczną i nieustraszoną.
Gdy niebezpieczeństwo ze strony Wenecji zostało zażegnane, wróciła do Pavii i zamieszkiwała w zamku Viscontich otoczona rodziną swoją i męża. Nawiązała ścisłe kontakty z członkami różnych gałęzi rodziny Viscontich oraz z lokalnymi feudałami, zyskując mężowi nowych zwolenników i zdobywając środki materialne na prowadzenie skutecznej polityki. Trudności finansowe, które dawniej ciągnęły się za małżonkami, nie odstępowały ich także i teraz.
24 lutego 1450 w Mediolanie wybuchły zamieszki. Zabity został ambasador Wenecji uznanej za odpowiedzialną za głód nękający miasto. Zgromadzenie szlachty i wpływowych mieszczan, idąc za radą Gaspare da Vimercate, oddało władzę w ręce Franciszka Sforzy. Jak później podkreślano, Mediolan oddał mu się z głodu, a nie z miłości. Sforza został księciem Mediolanu. Wręczono mu insygnia władzy i przekazano pełnię władzy. Wyrazem tego była przysięga złożona przez przywódców ludu. Był to pierwszy przypadek nadania tytułu książęcego przez lud.

### Księżna Mediolanu
Podczas gdy Franciszek usiłował drogą dyplomatyczną wzmocnić poważnie naruszone fundamenty księstwa, Bianka starała się zgromadzić na nowo utracone dobra, należące wcześniej do jej ojca oraz przebudować pałac książęcy, aby mógł pomieścić liczną rodzinę. Kiedy Sforza zajął się działaniami militarnymi, Bianka została w Mediolanie i poświęciła się działalności administracyjnej oraz dyplomatycznej. Musiała śledzić i kontrolować liczne intrygi, które miały miejsce na dworze, ale także wiele czasu poświęcała życiu codziennemu, wychowaniu dzieci, administrowaniu państwem i rozwiązywaniu trudności finansowych. Świadczy o tym korespondencja między nią a mężem zachowana w Archiwum Państwowym w Mediolanie. Z korespondencji tej wyłania się również obraz charakteru Bianki, która, będąc posłuszna mężowi, nie miała oporów, aby wyrażać jasno swoje zdanie nawet wtedy, gdy stało ono w sprzeczności z jego opinią. Nie brak tam również gorzkich słów na temat pozamałżeńskich przygód Franciszka.

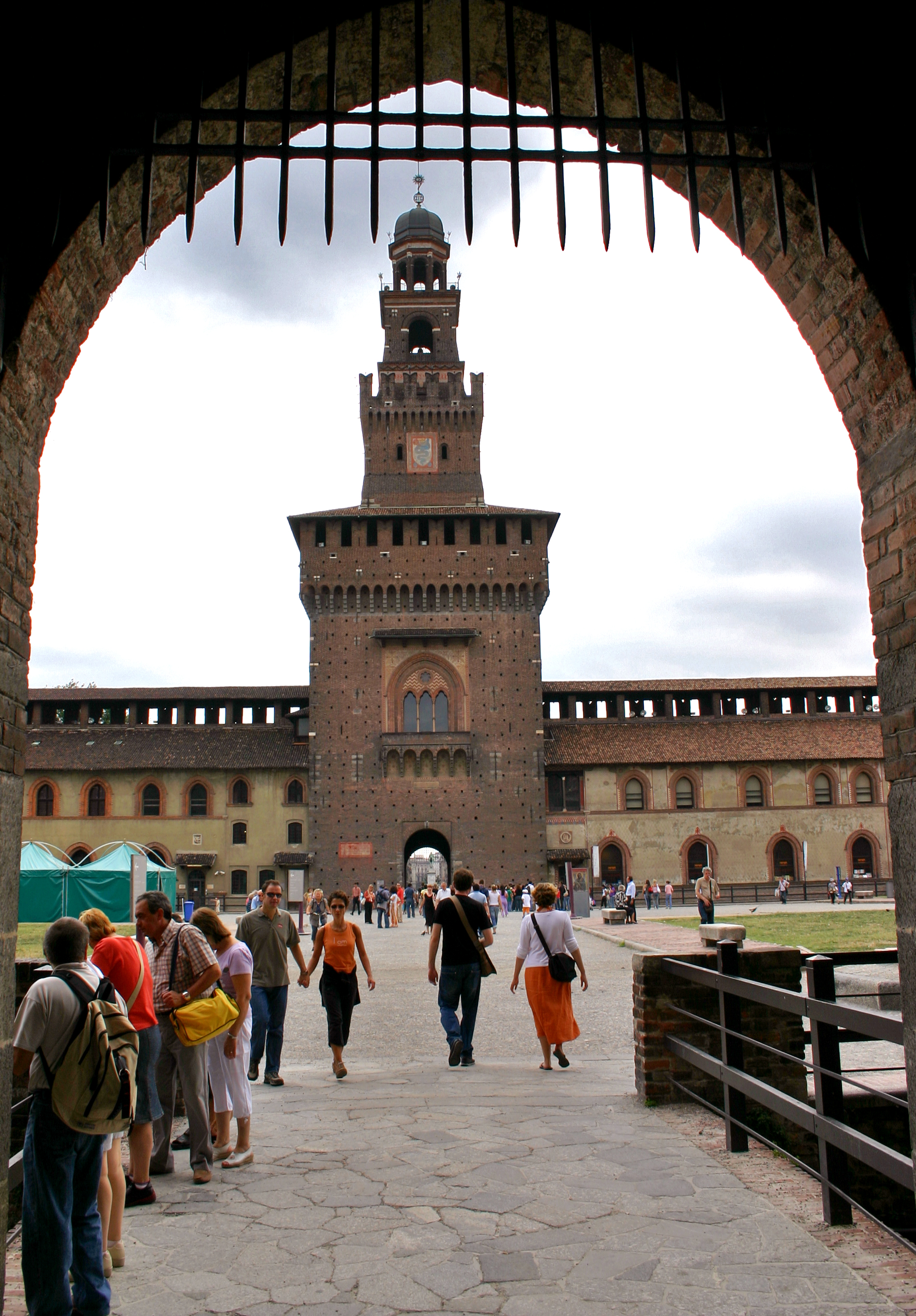
Zamek Sforzów w Mediolanie

W 1452 Bianka przyjęła w Pavii René I Andegaweńskiego, który przybył wraz z wojskiem, aby połączyć pod Cremoną swe siły z armią Sforzy. Ten krótki pobyt charakteryzował się brakiem pohamowania ze strony wojsk francuskich w Pavii. Bianka w tym czasie przyjęła króla również w Mediolanie, gdzie pokazała mu budowany wówczas zamek Sforzów.

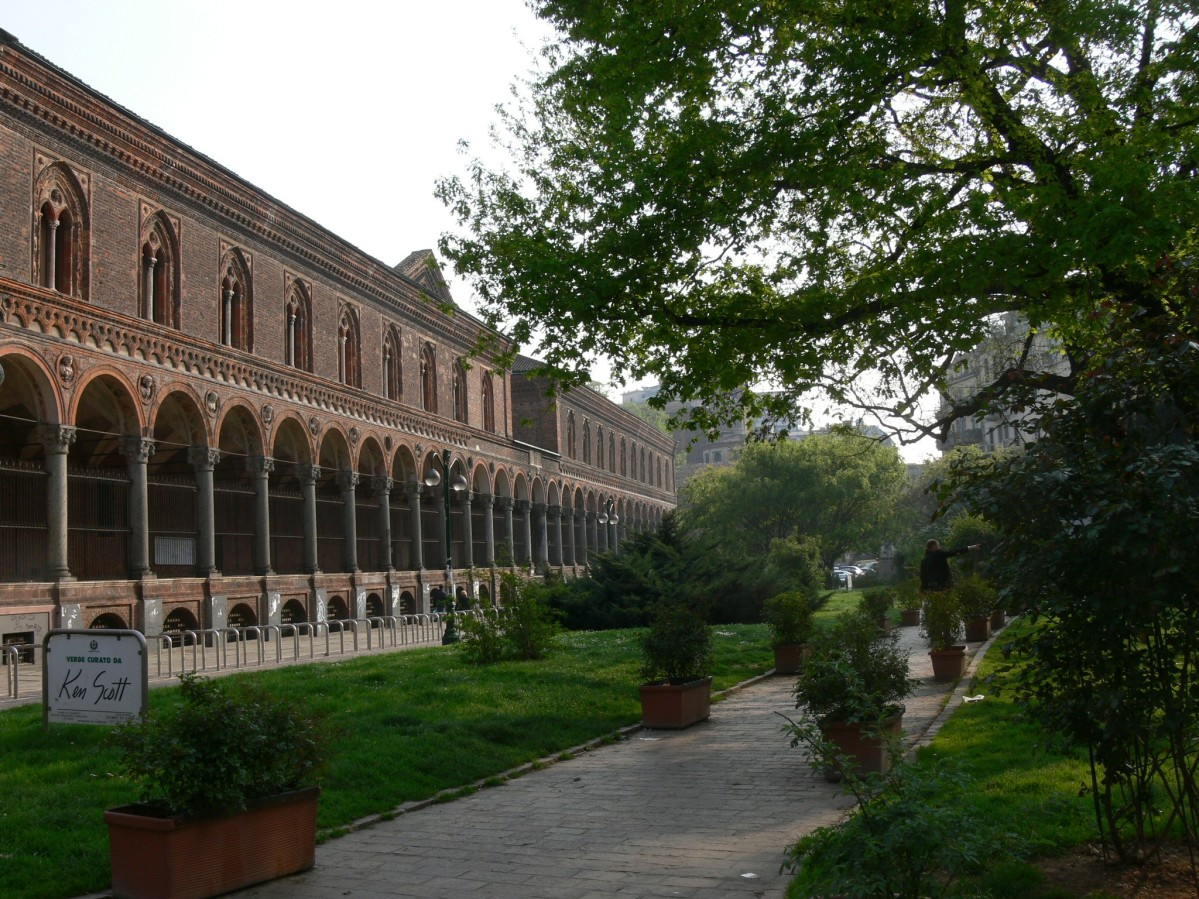
Ospedale Maggiore

Po pokoju w Lodi, gdy ucichły działania wojenne, Bianka zajęła się działalnością dyplomatyczną i problemami dnia codziennego, ale także wiele energii włożyła w odnowienie i upiększenie rezydencji książęcych, organizowanie przyjęć i bankietów, budowę dzieł użyteczności publicznej i pomoc najuboższym warstwom społeczeństwa. Często pomagała kobietom, które będąc prześladowane lub w potrzebie, zwracały się do niej po wsparcie. Bianka i Franciszek, zachęcani przez arcybiskupa Mediolanu Gabriela Sforzę i brata Michele Carcano, polecili wznieść wielki szpital dla biednych znany jako Ospedale Maggiore.
Kiedy w 1459 papież Pius II zwołał synod w Mantui w celu zorganizowania krucjaty przeciw Turkom, Bianka podjęła się wystawienia kontyngentu złożonego z 300 pieszych, a Franciszek Sforza zgłosił gotowość poprowadzenia krucjaty. Wprawdzie wyprawa nie doszła do skutku, ale małżonkowie wrócili do Mediolanu z dokumentami dotyczącymi odpustów związanych z katedrą mediolańską i Ospedale Maggiore.
W 1462 Franciszek Sforza złożony chorobą (cierpiał na podagrę i puchlinę wodną) nie był w stanie zajmować się sprawami państwa. Wtedy to zabiegi dyplomatyczne Bianki zapobiegły rozpadowi państwa. Do osłabienia Mediolanu dążyła ciągle Wenecja, która stała za całą serią buntów, które wówczas miały miejsce na obszarze księstwa. Choroba Franciszka postępowała i on sam czuł, że jego dni są policzone. Coraz bardzie wdrażał więc żonę w sprawy państwa. Wymógł na urzędnikach, że składali również ślubowanie na wierność Biance. W ten sposób stała się ona faktycznie współregentką. 8 marca 1466 Franciszek I Sforza, książę Mediolanu zmarł. Po kilku dniach żałoby Bianka wzięła w swe ręce sprawy państwa. Wezwała swego pierworodnego syna Galeazzo Marię przebywającego we Francji do powrotu i zorganizowała wszystko, co było konieczne, aby mógł on przejąć rządy. Po krótkim okresie wdzięczności względem matki, Galeazzo zaczął rządzić po swojemu. Jego posunięcia polityczne były pochodną charakteru cechującego się zazdrością, zamiłowaniem do przemocy i zmiennością. Spowodowało to konflikt z matką. Dworzanie wzięli z oczywistych powodów stronę księcia.
Od tego czasu Galeazzo coraz bardziej otwarcie marginalizował Biankę. Zabronił jej prowadzenia korespondencji i rozkazał opuścić miasto. Efektem tego było przeniesienie się Bianki do Cremony, do której miała ona szczególny sentyment. Prawdopodobnie wtedy zaczęła prowadzić konsultacje z Ferdynandem, królem Neapolu, który był zainteresowany obaleniem Galeazza.

### Ostatnie dni
Pomimo zastrzeżeń wiernych jej dworzan Bianka postanowiła wziąć udział w zaślubinach swego syna Galeazzo z Boną Sabaudzką, które odbyły się 9 maja 1468. Po zakończonych uroczystościach towarzyszyła swojej córce Ipolicie do Serravalle, aby później powrócić do Cremony. 18 sierpnia zachorowała przebywając w Melegnano. Choroba z silną gorączką zmusiła ją do pozostania na miejscu przez sierpień i wrzesień. Na początku października jej stan się pogorszył. 19 października odwiedził ją Galeazzo udając zatroskanego o jej zdrowie. Jednocześnie ogłosił, że nie przyjmuje na siebie żadnych zobowiązań ani długów, które ciążyłyby na Biance.
Bianka Maria Visconti zmarła w Melegnano 28 października 1468. Została pochowana w katedrze mediolańskiej obok swego męża. Bardzo szybko pojawiły się podejrzenia, że winnym jej śmierci był sam Galeazzo Sforza. Podczas choroby Bianki kursowali bowiem między Mediolanem a Melegnano jego emisariusze, wśród których był Ambrogio Grifi, podesta Sartirany, zaufany Galeazza, który w późniejszych latach był oskarżany o udział w próbie otrucia Ludovico Sforzy.

## Potomstwo
Z małżeństwa z Franciszkiem I Sforzą Bianka Maria miała ośmioro dzieci:
- Galeazzo Maria (1444–1476)
- Ipolita Maria (1445–1488)
- Filippo Maria (22 grudnia 1449–1492)
- Sforza Maria (18 sierpnia 1451–1479)
- Ludwik Maria zwany „il Moro” (3 sierpnia 1452–1508)
- Ascanio Maria (3 marca 1455 (lub 1453)-1505)
- Elisabetta Maria (10 czerwca 1456–1472)
- Ottaviano Maria (30 kwietnia 1458–1477)